# كبوشية
تقع مدينة كبوشية، في محلية شندي التابعة لولاية نهر النيل بالسودان، إلى الشرق من مجري نهرالنيل وتبعد عن الخرطوم 209 كيلو متر.

## السكان
عدد سكانها تقريبا خمسه عشر الف نسمة.

## التاريخ
المدينة عريقة ويوجد بها أهرامات البجراويه (مروي القديمة) وكذلك المدينة الملكية التي عرفت في فترة قبل الميلاد، وكان يطلق عليها قديما برمنجهام إفريقيا، لاكتشافها المبكر لمعدن الحديد.

### الآثار والسياحة
تتميز بموقعها القريب من المصورات الصفراء و النقعة ولتوفر وسائل الموصلات من طرق معبدة وسكة حديد، أصبحت المدينة قبلة للسياح، وكان له أثره على النشاط الاقتصادي بالمنطقة.

## النشاط الزراعي
يعمل غالبية السكان منهم بالزراعة. وبها مشروع كبوشية الزراعــي وهو يمتدد حوالي 30 كم جنوبا إلى حدود شندي.

## النشاط الصناعي
كان من المقرر ان يفتتح بها مصنع للغزل والنسيج في منطقة قدو وذلك لموقع المدينة المميز في الوسط بين مشروعين الجزيرة ومشروع الزيداب حيث بداء العمل في تشيد المصنع الا ان المصنع لم يكتمل نسبة لبعض المشاكل التقنية.

## الصحة
يوجد بمدينة كبوشية مستشفي عام شيد بالعون الذاتي ويعتبر من اوائل المشافي في السودان، بالإضافة لوحدات صحية، بكل من مجموعة القرى حولها ديم القراي وقوز بره و الحماداب ومروي.

## التخطيط العمراني والأحياء السكنية
مدينة كبوشية مقسمة إلى مربعات سكنية بلغ عددها تسعة مربعات وتحمل أرقاما متواليا وكل مربع يحمل اسم: *البجراوية
- الحماداب
- الكناوين
- المتاريس
- الضحواب السعداب
- النمر
- القلعة
- الكبوشاب
- المشايخة.
- هذا بالإضافة إلي مجموعة من القرى التي تتبع إلي المدينة.

## الرياضة
يوجد بمدينة كبوشية عدد من الأندية الرياضية ومن أشهر الأندية
- نادي الاتحاد بمربع اثنين.

## أعلام
1. أحمد العاص (وزير الداخلية الأسبق)